# Amerikai Horror Story: Zártosztály
Az Amerikai Horror Story: Zártosztály (American Horror Story: Asylum) amerikai FX csatorna Amerikai Horror Story című sorozatának második évada, melyet 2012. október 17-e és 2013. január 23-a között mutattak be az Egyesült Államokban. A cselekmény 1964-ben játszódik a Briarcliff Elmegyógyintézetben.

## Szereplők
| Színész         | Magyar hang            | Szerep                         | Leírás                                                                                           | Epizódok |
| --------------- | ---------------------- | ------------------------------ | ------------------------------------------------------------------------------------------------ | -------- |
| Sarah Paulson   | Peller Anna            | Lana Winters                   | Elszánt, vakmerő újságíró, aki le kívánja leplezni a Briarcliff Intézetben zajló mocskosságokat. | 13       |
| Jessica Lange   | Csere Ágnes            | Judy Martin nővér              | A Briarcliff Intézet szigorú igazgatónője. Alkoholista, bűnbánó apáca.                           | 13       |
| Evan Peters     | Czető Roland           | Kit Walker                     | Fiú, akit sorozatgyilkossággal vádolnak, s aki földönkívülieket vallott látni.                   | 13       |
| Zachary Quinto  | Pál András             | Dr. Oliver Thredson, a Vérpofa | Pszichiáter, aki nehéz gyermekkora miatt komoly elmebetegségben szenved.                         | 12       |
| James Cromwell  | Barbinek Péter         | Dr. Arthur Arden               | Háborús orvos, aki a világháborúban zsidókat kínzott.                                            | 11       |
| Lizzie Brocheré | Tarr Judit             | Grace Bertrand                 | Kit szerelme. Mentálisan sérült lány, aki baltával végzett a családjával.                        | 11       |
| Lily Rabe       | Solecki Janka          | Mary Eunice McKee nővér        | Ártatlan, bárányszívű apáca, akit megszáll ördög.                                                | 10       |
| Joseph Fiennes  | Viczián Ottó           | Timothy Howard atya            | Feltörekvő pap, aki bíborosnak készül, bármi áron.                                               | 10       |
| Fredric Lehne   | Fehér Péter            | Frank McCann                   | Az intézet biztonsági szolgálatának vezetője.                                                    | 7        |
| Naomi Grossman  | Markovics Tamás        | Pepper                         | Kisfejűségben szenvedő páciens, akit igazságtalanul tartanak az intézetben.                      | 7        |
| Naomi Grossman  | Szilágyi Csenge        | Pepper                         | Kisfejűségben szenvedő páciens, akit igazságtalanul tartanak az intézetben.                      | 7        |
| Chloë Sevigny   | Andrusko Marcella      | Shelley                        | Nimfomániás lány, aki emberkísérletek áldozatává válik.                                          | 6        |
| Britne Oldford  | Szabó Zselyke          | Alma Walker                    | Kit Walker színes bőrű felesége, akit elrabolnak az űrlények.                                    | 6        |
| Dylan McDermott | Varga Gábor            | Johnny Morgan                  | Lana Winters és Vérpofa bosszúszomjas gyermeke.                                                  | 5        |
| Frances Conroy  | Egri Márta             | Shachath, a halál angyala      | A megidézett, jóságos démon, aki csókjával halálba segíti az őt szólítókat.                      | 5        |
| Jenna Dewan     | Szávai Viktória        | Teresa Morrison                | Nászútját ünneplő, horror-rajongó nő.                                                            | 5        |
| Clea DuVall     | Köves Dóra             | Wendy Peyser                   | Lana Winters partnere, aki kénytelen elárulni szerelmét ultimátumok miatt.                       | 5        |
| Mark Engelhardt | Oroszi Tamás           | Carl                           | Beteghordozó, aki szívesen él Shelley szexuális ajánlataival.                                    | 5        |
| Gloria Laino    | Lipcsey-Colini Borbála | A Mexikói                      | Keresztény mexikói páciens.                                                                      | 4        |
| Adam Levine     | Horváth Illés          | Leo Morrison                   | Teresa vőlegénye.                                                                                | 3        |
| Adam Levine     | Jakab Márk             | Leo Morrison                   | Teresa vőlegénye.                                                                                | 3        |
| Mark Morgolis   | Kertész Péter          | Sam Goodman                    | Háborús túlélő, akinek szándéka felkutatni minden nácit.                                         | 3        |
| Ian McShane     | Mihályi Győző          | Leigh Emerson                  | Karácsonygyűlölő sorozatgyilkos, az intézet egy betege.                                          | 2        |
| Franka Potente  | Bertalan Ágnes         | Charlotte Brown                | Önmagát Anne Franknak képzelő nő.                                                                | 2        |
| David Chisum    | Dunai Tamás            | Jim Brown                      | Charlotte férje.                                                                                 | 1        |
| Robin Bartlett  | Zsurzs Kati            | Dr. Miranda Crump              | A Briarcliff Intézet új igazgatőnője.                                                            | 1        |

## Epizódok
| Sor. | Év. | Cím                                                     | Rendező             | Író             | Premier                                 | Nézettség   |
| --- | --- | ------------------------------------------------------- | ------------------- | --------------- | --------------------------------------- | ----------- |
| 13. | 1.  | Üdv a Briarcliff-ben ("Welcome to Briarcliff")          | Bradley Buecker     | Tim Minear      | 2012. október 17. 2013. augusztus 30.   | 3.85 millió |
| A történet napjainkban kezdődik egy friss házaspárral, akik nászútjukon végiglátogatják Amerika leghorrorisztikusabb helyeit. Így kerülnek az elhagyatott Briarcliff Elmegyógyintézetbe. Majd a történet 1964-ben folytatódik, ahol megismerjük Kit Walkert, akit mindenki csak Bloody Face-nek, azaz Véres Pofának hívnak. Kit tagadja, hogy ő követte el a szörnyű gyilkosságokat. Állítása szerint valami a hatása alá kerítette és ezért cselekedett. Az elmegyógyintézetben Kit megismerkedik Grace-szel, aki lemészárolta családját. Ezalatt az újságíró, Lana Winters, ellátogat, hogy leleplezze az elmegyógyintézetben zajló szörnyűségeket. Az újságírónő eltéved az intézményben és a könyörtelen Jude Nővér bezárja az egyik szobába. A nővér és Doktor Arden beszélgetése veszekedésbe fullad, amikor kiderül, hogy az orvos megöli betegeit, mert úgy véli a bűn az emberi agyban keresendő. Az epizód végén visszatérünk napjainkban, ahol a pár egyik tagja megsebesül és nem tudnak kijutni az épületből. |     |                                                         |                     |                 |                                         |             |
| 14. | 2.  | Csokit vagy csínyt ("Tricks and Treats")                | Bradley Buecker     | James Wong      | 2012. október 24. 2013. szeptember 6.   | 3.06 millió |
| Bloody Face mind a jelenben, mind pedig a múltban gyilkol. Egy ördögűző érkezik az elmegyógyintézetbe, hogy segítsen egy fiatal fiún, akinek többre van szüksége, mint orvosi segítségre. Az ördögűzés esélyt ad Lanának és Grace-nek a menekülésre, azonban Lana elárulja őket, mivel nem akarja, hogy Kit is velük tartson a szökésben. Dr. Arden otthonában fogad egy prostituáltat, aki felfedezi az orvos beteges hajlamait. Eközben Jude Nővér múltjára is fény derül. |     |                                                         |                     |                 |                                         |             |
| 15. | 3.  | A vihar ("Nor'easter")                                  | Michael Uppendahl   | Jennifer Salt   | 2012. október 31. 2013. szeptember 13.  | 2.47 millió |
| Egy hatalmas vihar éri el a Briacliff intézetet, ami esélyt ad a betegek szabadulására. Jude Nővért a múltja kísérti. |     |                                                         |                     |                 |                                         |             |
| 16. | 4.  | A nevem Anna Frank 1. rész ("I Am Anne Frank (Part 1)") | Michael Uppendahl   | Jessica Sharzer | 2012. november 7. 2013. szeptember 20.  | 2.65 millió |
| Az elmegyógyintézetbe egy nőt hoznak be, aki egy koncentrációs tábort túlélőnek vallja magát. Ő Anne Frank, aki Dr. Arden-re náci katonaként emlékszik vissza. |     |                                                         |                     |                 |                                         |             |
| 17. | 5.  | A nevem Anna Frank 2. rész ("I Am Anne Frank (Part 2)") | Alfonso Gomez-Rejon | Brad Falchuk    | 2012. november 14. 2013. szeptember 27. | 2.78 millió |
| Anna-ról kiderül, hogy a nevet és a nő történetét egy könyvből olvasta és ez mély nyomott hagyott benne. Visszaviszik a Briarcliff-be, majd Dr. Arden műtétet hajt végre rajta. Dr. Thredson kijuttatja Lana Winters-t az intézetből. |     |                                                         |                     |                 |                                         |             |
| 18. | 6.  | A gonoszság eredete ("The Origins of Monstrosity")      | David Semel         | Ryan Murphy     | 2012. november 21. 2013. október 4.     | 1.89 millió |
| Az intézetbe egy problémás kislányt hoznak be. Dr. Arden lelepleződni látszik ezért az atya elbocsátja Jude nővért. |     |                                                         |                     |                 |                                         |             |
| 19. | 7.  | A halál angyal ("Dark Cousin")                          | David Semel         | Tim Minear      | 2012. november 28. 2013. október 11.    | 2.27 millió |
| Jude távozásával Mary Eunice nővér veszi át az irányítást. Lana kiszabadul a doktor fogságából, de később visszakerül az intézetbe... |     |                                                         |                     |                 |                                         |             |
| 20. | 8.  | Boldog karácsonyt! ("Unholy Night")                     | Michael Lehmann     | James Wong      | 2012. december 5. 2013. október 18.     | 2.36 millió |
| Jude betör az intézetbe, hogy megölje Mary Eunic-t de végül az örök elfogják. Később Dr. Arden kér tőle segítséget, de csapdába csalja és találkozik egy régi haragosával. Dr. Thredson újra megjelenik az elmegyógyintézetben. |     |                                                         |                     |                 |                                         |             |
| 21. | 9.  | A vállfa ("The Coat Hanger")                            | Jeremy Podeswa      | Jennifer Salt   | 2012. december 12. 2013. október 25.    | 2.22 millió |
| Lana Dr. Thredson gyermekét várja. Dr. Arden ráveszi Kit-et, hogy ideiglenesen megölje, hogy kiderítse az idegenek megmentik e az életét. Az UFO-k meg is jelennek és visszahozzák Grace-t, aki Kit-től terhes. Napjainkban Johnny Thredson (aki Vérpofa fia), láthatjuk ahol kezelésekre jár, majd később megöli terapeutáját |     |                                                         |                     |                 |                                         |             |
| 22. | 10. | Ne feledd ki vagy! ("The Name Game")                    | Michael Lehmann     | Jessica Sharzer | 2013. január 2. 2013. november 1.       | 2.21 millió |
| A Monsieur is megtudja, hogy Mary Eunice-t megszállta az ördög és megpróbálja kiűzni belőle. Dr. Thredson meg akarja szerezni Kit-től a vallomása felvételét amivel leleplezhetné őt. |     |                                                         |                     |                 |                                         |             |
| 23. | 11. | A legjobb anyatej ("Spilt Milk")                        | Alfonso Gomez-Rejon | Brad Falchuk    | 2013. január 9. 2013. november 8.       | 2.51 millió |
| Lana-t kiszöktetik az intézetből és kitálal. Később Kit és Grace is megmenekül a babával, de otthonukban nem várt ismerős várja Kit-et. Később Lana elmegy Olvier Thredson-hoz és megöli. Visszatér a Briarcliff-be, hogy Jude segítségével lebuktassa az egész intézetet, de ott azt állítják felakasztotta magát... |     |                                                         |                     |                 |                                         |             |
| 24. | 12. | Folytonosság ("Continuum")                              | Craig Zisk          | Ryan Murphy     | 2013. január 16. 2013. november 15.     | 2.30 millió |
| Kit, Grace és Alma együtt élnek a gyerekeikkel, de ez az idill hamar tragédiára fordul. Lana könyve a Briarcliff-ről sikeresnek bizonyul. Kit szembesíti a nővel ígéretét miszerint lebuktatja az intézetet és elmondja, hogy Jude nővér él. Vérpofa fia Johnny anyja után kutat, hogy kivégezze. |     |                                                         |                     |                 |                                         |             |
| 25. | 13. | Az őrület vége ("Madness Ends")                         | Alfonso Gomez-Rejon | Tim Minear      | 2013. január 23. 2013. november 22.     | 2.29 millió |
| A jelenben járunk. Lana könyve a Briarcliff-ről sikeres lett és egy interjúban elmeséli hogyan találta meg Jude-ot, hogyan buktatta le a Monsignor Timothy Howard-ot és az egyéb eseményeket. Vérpofa fia Johnny anyja közelébe jut és arra készül, hogy megöli. |     |                                                         |                     |                 |                                         |             |

## Produkció

### Koncepció
Az FX csatorna 2011. október 31-én megrendelte a sorozat második évadát. 2011. december 22-én Ryan Murphy a sorozat készítője bejelentette, hogy a második évadban a szereplőgárdát lecseréli és a helyszín és a történet sem fog az első évadéhoz kapcsolódni.
Az első évad fináléja után Murphy bejelentette, hogy tervei vannak a színészgárda és a helyszín megváltoztatására a második évadra. Bár úgy fogalmazott, hogy néhány színész visszatérhet a második évadra: „Azok, akik visszatérnek egy teljesen más szereplőt, lényt, szörnyet stb. fognak játszani. Harmonék történetének vége.” Az Asylum egy Keleti Parti elmegyógyintézetben fog játszódni. „Ez egy teljesen más világ és semmi köze nincs az első évadhoz, még csak utalások sincsenek benne rá. Ez a második évad, teljesen más időben játszódik.” monda egy interjúban Murphy. 2012 márciusában a sorozat készítője egy interjúban elmondta, hogy az Asylum 1964-ben fog játszódni egy elmegyógyintézetben, ahová közveszélyes őrülteket zárnak. Az intézet egyik alkalmazottját Jessica Lange alakítja majd.
Egy 2012 júliusában adott interjújában így kommentálta az új évadot: „Minden teljesen máshogy néz ki mint tavaly. Azok akik tavaly esküdt ellenségek voltak most szövetségesek. A díszletek lélegzetelállítóak. Minden olyan mintha 1964-ben lennénk.” A TV Guide cikkében arról beszélt Murphy, hogy ebben az évadban nem lesznek szellemek: „[Szerintem] A sztori már önmagában is rémisztő. Van benne természetesen igazság és, mint tudjuk az igazság sokszor rémisztőbb, mint a fikció.” A évad címét így kommentálta: „Azért választottuk az Asylum (Elmegyógyintézet, Őrültekháza) címet, mert ez nem a környezetet írja le, hanem a számkivetettek és az elhagyatott emberek lakóhelye is. Jessica Lange karaktere irányítja az intézményt, ami korábban egy tüdőbetegeket gondozó épület volt. Az évad témája talán a józan ész és az igazi horrorok kezelése lesz.”

### Casting
2012 márciusában Murphy bejelentette, hogy a második évadot kifejezetten Jessica Lange számára tervezték, akkor így nyilatkozott: „Ez igazán a Jessica Lange show lesz, és már nagyon izgatottan várom. Csak számára találtuk ki és terveztük meg ezt a Constancéval teljesen ellentétes karaktert. Sok dolgot közösen vitattunk meg. Rengeteg ötlete volt, ami igazán sokat hozzátett a karakterhez. Elmondta például azokat a dolgokat is, hogy milyen szerepeket szeretett volna eljátszani színésznőként.” Lange karaktere egy apáca, aki egy elmegyógyintézet vezetője, karakterének neve Jude Nővér lesz. Zachary Quinto, aki mellékszereplőként tűnt fel az első évadban, a második évadban az egyik férfi főszereplő lesz, derült ki 2012 márciusában. A William S. Paley Filmfesztiválon további három színész nevét erősítette meg Murphy (Evan Peters, Sarah Paulson és Lily Rabe).
Szintén 2012 márciusában a sorozat készítői megerősítették, hogy a Maroon 5 énekese, Adam Levine szerepet kapott a sorozatban. Egy pár egyik tagját fogja játszani, akit csak úgy ismernek, mint „A Szerelmesek”. Feleségét Jenna Dewan fogja alakítani. 2012 áprilisában Gia karakterét Lizzie Brocheré kapta meg. Gia egy „kegyetlen, rendkívül szexuális és veszélyes vad” jellem, aki Jessica karakterének nagy riválisa. 2012 májusában James Cromwell is szerepet kapott a második évadban, mint Dr. Arden, aki Lange karakterének feljebbvalója és ellensége. Chloë Sevigny egy szexmániás karaktert fog alakítani, akit férje záratott az elmegyógyintézetbe, neve a sorozatban Shelly lesz. Az Entertainment Weekly 2012 júniusában megírta, hogy Joseph Fiennesszal tárgyalások folynak, hogy csatlakozzon a sorozathoz mégpedig egy másik főorvos szerepében, aki gyengéd érzelmeket táplál Lange karaktere iránt.
2012 júniusában Chris Zylka Twitteren, hogy szerepet kapott a második évadban, ahol egy „jóképű, ám siketnéma” fiatalt fog alakítani. Britne Oldford, egy másik beteg Alma szerepét kapta meg. 2012 júliusában további három színész nevét erősítették meg. Mark Consuelos egy beteg Spivey szerepét kapta meg, míg  Clea DuVall és Franka Potente szerepe ismeretlen. 2012. augusztus 6-án Blake Sheldon neve is felkerült a stáblistára. Két szereplőt fog alakítani mégpedig Devont és Coopert, akiket úgy lehet leírni, mint „magas, vékony és őrült”.

### Forgatás
A második évad forgatása 2012 júliusának végén kezdődött el, a tervezett október közepi megjelenés tükrében. A belső felvételeket Hidden Valley-ben, Kaliforniában vették fel, míg a külső jeleneteket Los Angeles külvárosában.